# Junit Samara
Junit Samara (ros. Футбольный клуб «Юнит» Самара, Futbolnyj Kłub "Junit" Samara) – rosyjski klub piłkarski z siedzibą w mieście Samara.

## Historia
Chronologia nazw:
- 2006—...: Junit Samara (ros. «Юнит» Самара)

Piłkarska drużyna Junit została założona w styczniu 2005 w mieście Samara, z piłkarzy klubu Łokomotiw Samara.
W tym że roku zespół startował w Amatorskiej Lidze, w której zajął pierwsze miejsce w strefie Nadwołżańskiej.
Od sezonu 2006 występował w Drugiej Dywizji, strefie Uralsko-Nadwołżańskiej.
W 2008 zajął przedostatnie 17 miejsce w Drugiej Dywizji, strefie Uralsko-Nadwołżańskiej i spadł z rozgrywek piłkarskich na szczeblu profesjonalnym.

## Sukcesy
- 9 miejsce w Druga Dywizja, strefie Uralsko-Nadwołżańskiej:

2006
- 1/128 finału Pucharu Rosji:

2007, 2008

## Znani piłkarze
- Siergiej Sziszkin